# 韋恩 (緬因州)
韋恩（英語：Wayne）是一個位於美國緬因州肯納貝克縣的市鎮。

## 人口
根據2020年美國人口普查的數據，韋恩的面積為69.38平方千米，當中陸地面積為49.88平方千米，而水域面積為14.50平方千米。當地共有人口1129人，而人口密度為每平方千米16人。